# Virsbo
Virsbo eller Wirsbo är en tätort i Surahammars kommun i Ramnäs socken. Orten ligger vid Strömsholms kanal och Kolbäcksåns fall, mellan Åmänningen i norr och Virsbosjön i söder. 

## Historia
Bruket anlades 1620 då Johan de la Gardie fick tillstånd att bygga en hammare vid Virsboströmmen. Vid bruket fanns 1920 en kraftstation, styckebruk för projektiltillverkning, manufaktursmedja, mekanisk verkstad, ångsåg med två ramar, kant-, klyv- och stålverk samt en hyvel- och snickerifabrik. Tillverkningen utgjordes av projektiler, järnvägskoppel, skruvbromsar, hejare och manufaktursmiden samt sågade och hyvlade trävaror. 

### Virsbo bruk
Virsbo omtalas först under namnet Hwirtzboda i slutet av 1500-talet. Det tillhörde då Pontus de la Gardie. Det ägdes sedan av sonen riksrådet Johan Pontusson De la Gardie (1589-1642). 1620 anlades två stångjärnshammare av en viss Johan Pedersson. Det tillhörde sedan släkterna Stenbock, Boije af Gennäs, von Walcker och Meijendorff von Yxkull. Bruket köptes 1765 av direktör Niclas Sahlgren, troligen från dödsboet efter Didrik Henning Meijendorff von Yxkull som dessutom hade varit svärfar till Sahlgren. Bruket ärvdes av Sahlgrens dotterdotter Anna Margaretha Alströmer, som var gift med major Nils Silfverschiöld, död 1813. Deras arvingar innehade Virsbo gemensamt till 1873, då det köptes av greve K. F. von Hermansson. 1893 såldes Virsbo till ett konsortium med bland annat kung Oscar II. Senare inträdde envoyé Herman Lagercrantz som delägare och han blev 1907 ensam ägare till Virsbo. Han efterträddes av sonen Bror Lagercrantz, som efterträddes av svågern Bengt Lagercrantz.

### Befolkningsutveckling
| Befolkningsutvecklingen i Virsbo 1950–2020                                                  | Befolkningsutvecklingen i Virsbo 1950–2020 | Befolkningsutvecklingen i Virsbo 1950–2020 | Befolkningsutvecklingen i Virsbo 1950–2020 | Befolkningsutvecklingen i Virsbo 1950–2020 |
| ------------------------------------------------------------------------------------------- | ------------------------------------------ | ------------------------------------------ | ------------------------------------------ | ------------------------------------------ |
|                                                                                             |                                            |                                            |                                            |                                            |
| År                                                                                          |                                            |                                            | Folkmängd                                  | Areal (ha)                                 |
| 1950                                                                                        | 1950                                       |                                            | 771                                        |                                            |
| 1960                                                                                        | 1960                                       |                                            | 1 215                                      |                                            |
| 1965                                                                                        | 1965                                       |                                            | 1 473                                      |                                            |
| 1970                                                                                        | 1970                                       |                                            | 1 754                                      |                                            |
| 1975                                                                                        | 1975                                       |                                            | 2 021                                      |                                            |
| 1980                                                                                        | 1980                                       |                                            | 2 133                                      |                                            |
| 1990                                                                                        | 1990                                       |                                            | 1 905                                      | 201                                        |
| 1995                                                                                        | 1995                                       |                                            | 1 782                                      | 203                                        |
| 2000                                                                                        | 2000                                       |                                            | 1 629                                      | 203                                        |
| 2005                                                                                        | 2005                                       |                                            | 1 587                                      | 203                                        |
| 2010                                                                                        | 2010                                       |                                            | 1 517                                      | 205                                        |
| 2015                                                                                        | 2015                                       |                                            | 1 329                                      | 123                                        |
| 2020                                                                                        | 2020                                       |                                            | 1 319                                      | 123                                        |
| Anm.: Sammanvuxen med Virsbo station 1970, detta område utbrutet 2015 som småorten Gammelby |                                            |                                            |                                            |                                            |

### Tromben 2007
Den 14 maj 2007 drog en tromb in i Virsbo. Den slog ner flera träd och välte omkull bilar. Två personer satt fast i en bil under ett omkullfallet träd. Träden låg som plockepinn och spärrade länsväg 668 strax nordost om Virsbo. Brandmännen i Virsbo fick börja med att röja upp nedfallna träd utanför brandstationen för att kunna komma ut med fordonen och röja upp.

### Skogsbranden 2014
Skogsbranden i Västmanland 2014 startade vid Öjesjön 2014-07-31. Under några dagar utbredde den sig mot nordväst. Måndagen den 4 augusti spred sig branden och fronten passerade snabbt förbi, öster om Virsbo. Gammelby evakuerades, men mirakulöst nog klarade sig både Gammelby och Virsbo. I brandområdet har naturreservatet Hälleskogsbrännan inrättats. En väg in i brandområdet startar från länsväg 668 utanför Virsbo strax norr om Gammelby. Den leder till ett informationscentrum och kommer ut vid Hörnsjöfors.

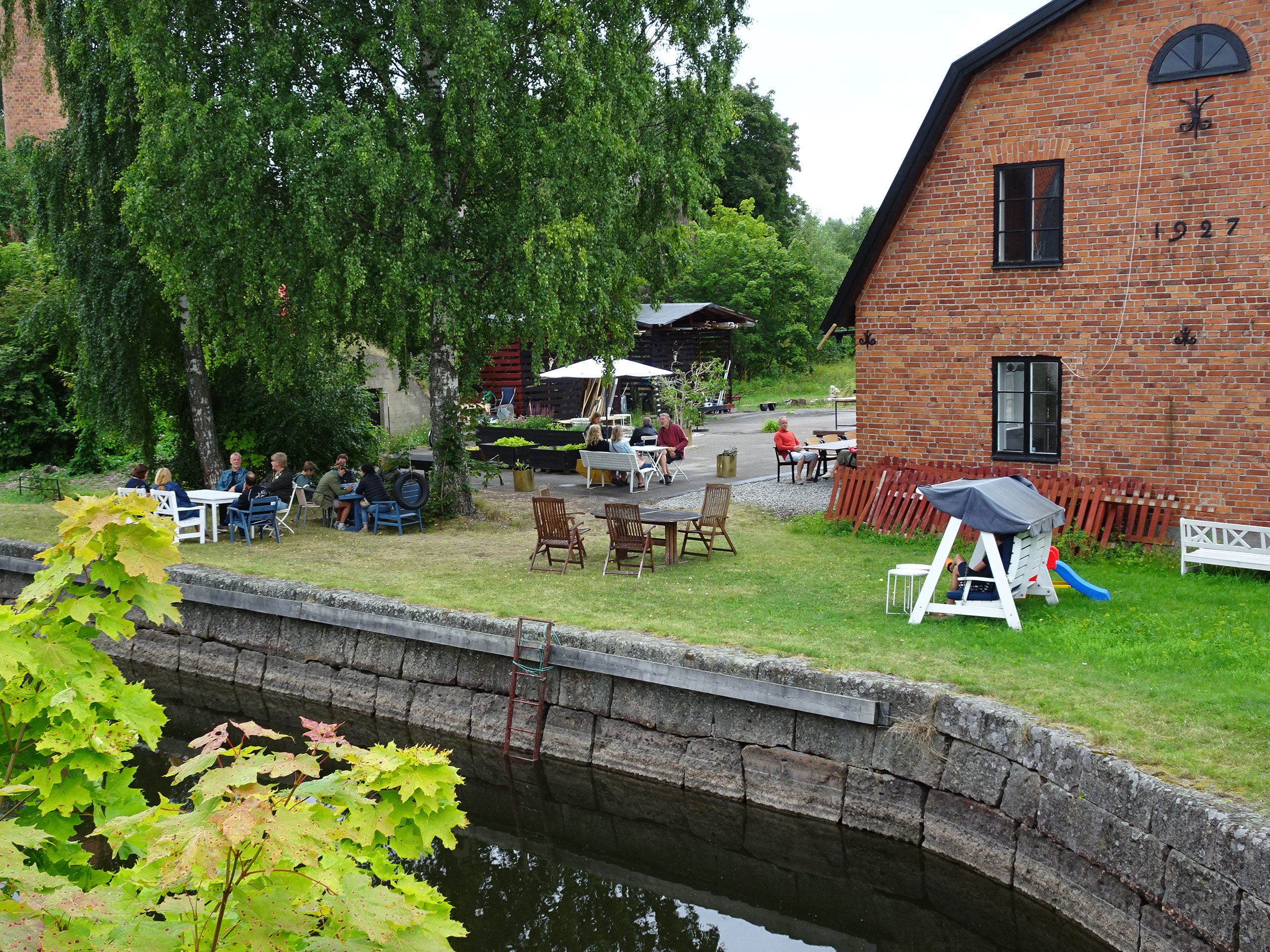
Genbergs sommarcafé vid kanalen.

## Samhället
Tätorten Virsbo delas i två delar av Kolbäcksån och Strömsholms kanal. Mellan riksväg 66 och Strömsholms kanal ligger det gamla Virsbo med röda hus. Vid infarten från riksväg 66 finns en fin rastplats vid Åmänningen och en bensinmack med bilverkstad. Strax intill ligger Folkets Hus och idrottsplaner. Vid kanalen och slussen har Mikael Genberg ett sommarcafé från sommaren 2017. Han planerar också att öppna ett litet hotell. Mellan Strömsholms kanal med Virsbo sluss  och Kolbäcksån ligger ön där man finner den äldsta bruksbyggnaderna, med det restaurerade brukskontoret och Virsbo konsthall. På nordöstra sidan om Kolbäcksån ligger herrgården och Wirsbo ridcenter. Nära Åmänningen ligger brukshotellet som har lunchservering.  I centrum av tätorten ligger ICA och en pizzeria. I norr ligger Virsbo kyrka som invigdes 1937. Mellan kyrkan och herrgården går en allé som det var brukligt från de första vallonbruken i Uppland på 1600-talet. Man skulle visa vem som hade makten på den tiden: kyrkan och bruksledningen.
Skolan ligger strax öster om centrum. Här finns även bibliotek och fritidsgård.
Längre öster ut ligger fabriksområdet Nordanö. Utfarten mot sydöst, länsväg 668, leder till Virsbo järnvägsstation som ligger i Gammelby.

## Näringsliv
År 2017 består bruket, tidigare Wirsbo Bruk av tre företag: Uponor (plaströr), SSAB, (tidigare Ruukki) (stålrör) och Componenta Wirsbo (smide). Samtliga tre varslade om uppsägningar 2015, men verksamheten fortsatte. Componenta Wirsbo med 110 anställda försattes sommaren 2017 i konkurs. Componenta Wirsbo och Componenta Arvika byter namn och ägare i oktober 2017. Nya namnet är Forgex Sweden AB.
SSABs huvudprodukt år 2018 är bergförstärkningsbultar för gruvor och tunnelbyggen. Dessa är långa stålrör som stoppas in i förborrade hål i bergväggen. Rören trycksätts med vatten och vecklar ut sig och tar spjärn mot berget. Konstruktionen användas som förstärkning mot bergras. Produkten utvecklades av Atlas Copco för 40 år sedan.  Produkten är ett miljövänligt alternativ för ökad säkerhet i gruvverksamhet. Kunder finns i Europa, Nordamerika och Asien.
I Kolbäcksån nära herrgården ligger Virsbo kraftstation, som är ett vattenkraftverk. Det ägs och drivs av Mälarenergi. 

## Utbildning
I Virsbo finns förskola och grundskola för skolår 1 – 6 samt fritidshem. Högstadiet i Virsbo lades ner från och med höstterminen 2013 efter en lång diskussion.

## Kultur, evenemang och sevärdheter

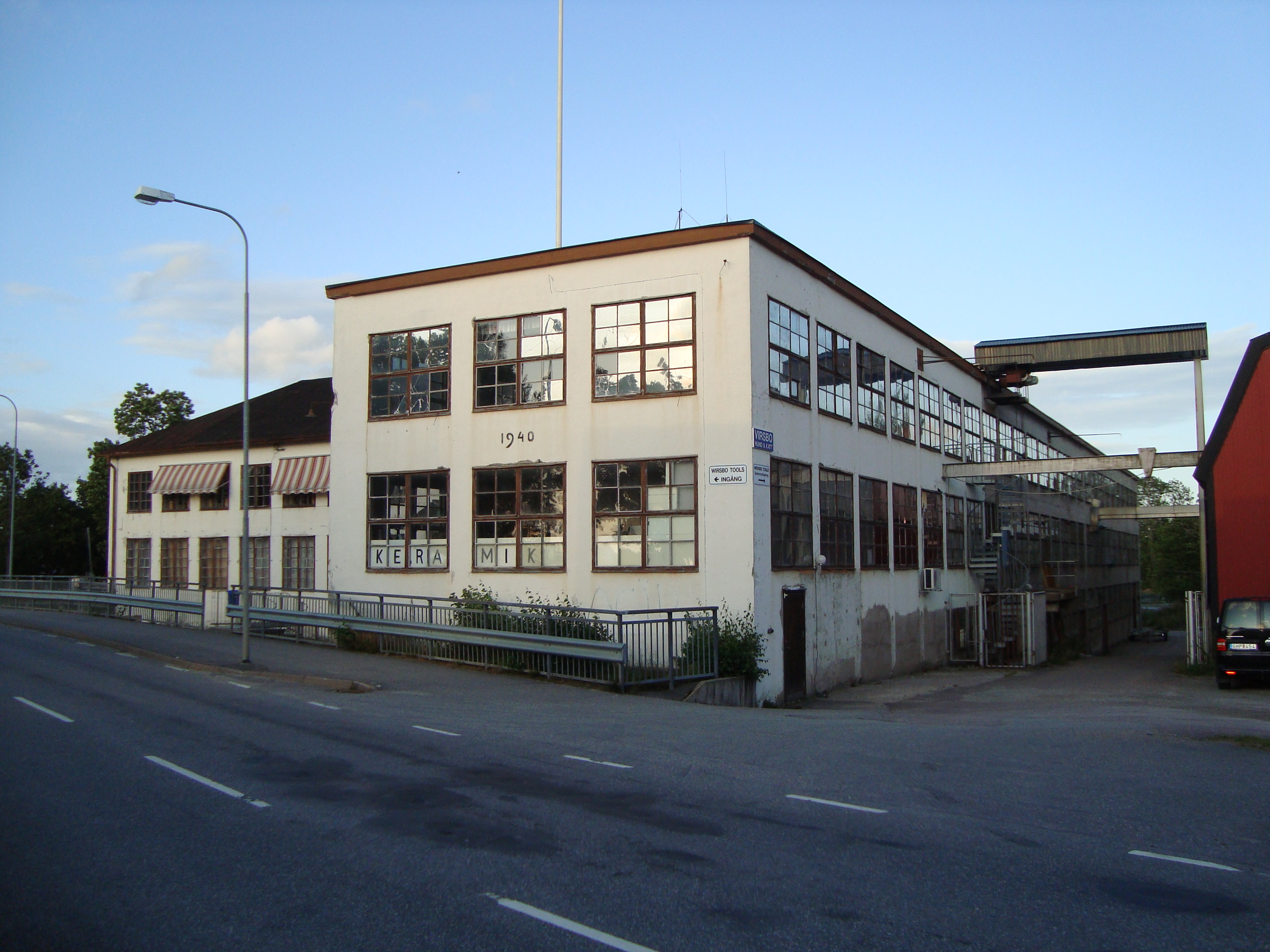
Virsbo konsthall.

### Virsbo konsthall
Virsbo konsthall är beläget i översta planet i de gamla brukslokalerna mellan Kolbäcksån och Strömsholms kanal. Flera utställningar visas under en säsong. Där finns också ett kafé.  Det arrangeras musikevenemang, ofta i samarbete med Västmanlandsmusiken, Surahammars kommun och Jazzens vänner i Västerås. I bottenplanet finns en utställning från Wirsbo bruks museum med exempel på produkter tillverkade vid bruket. Det är smide, gjutna produkter och rör.

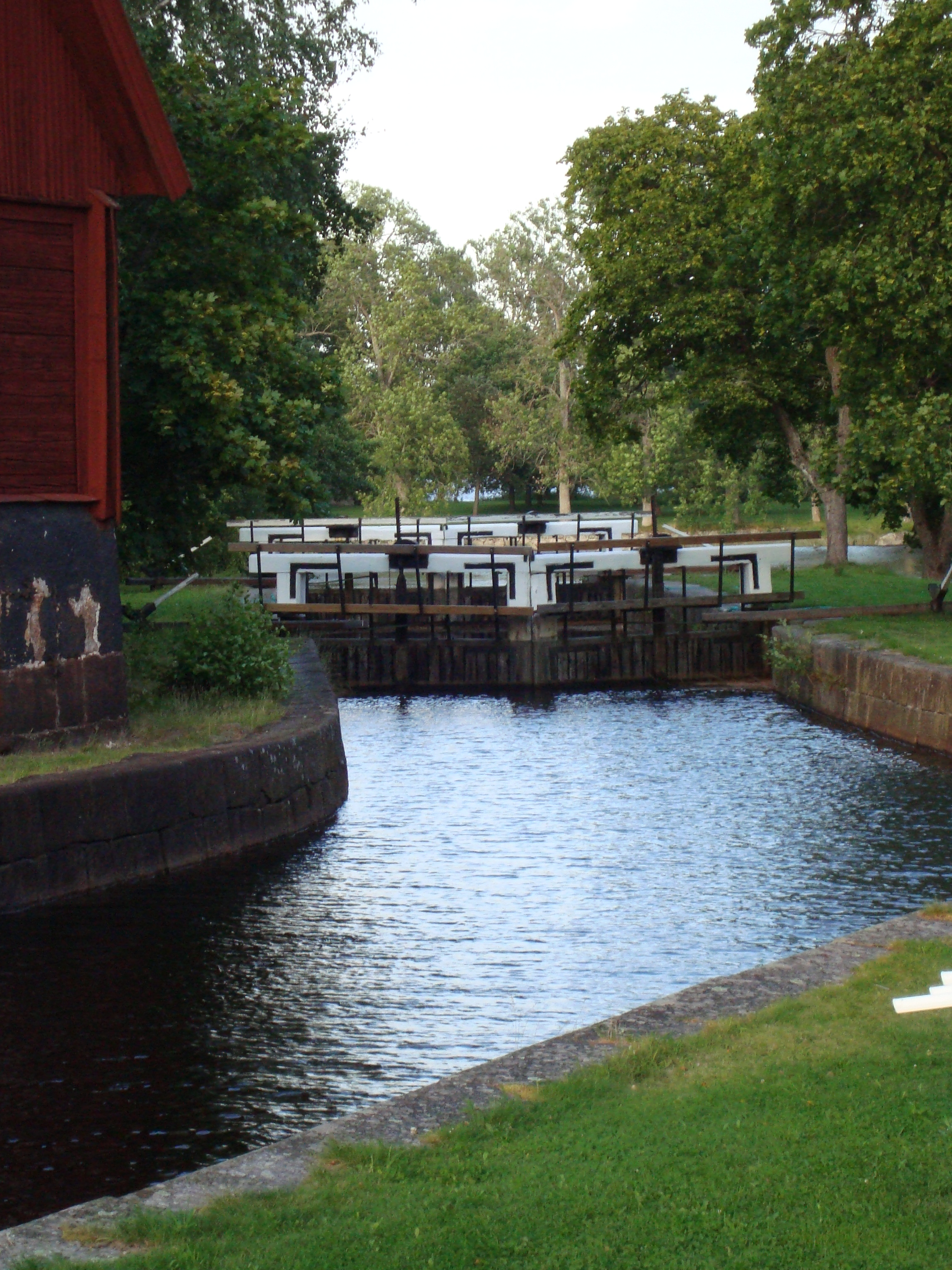
Virsbo, slussen i Strömsholms kanal.

### Slussområdet, gamla Virsbo
Strömsholms kanal som går från Smedjebacken till Borgåsund och Mälaren har en sluss i Virsbo. Slussen har 2 m höjd. Den och alla övriga slussar i Strömsholms kanal är handmanövrerad och öppen endast sommartid. Söder om slussen ligger några äldre fabriksbyggnader och de gamla bruksbostäderna.

### Evenemang
Midsommarfirande anordnas i herrgårdsparken. Virsbodagen är ett årligt evenemang som anordnas i augusti i Virsbo centrum. Där träffar man lokala föreningar, det är loppis och kaffeservering. 

### Vita magasinet
Virsbos historiska arkiv är inrymt i Vita magasinet. Det ligger vid infarten till herrgården. Magasinet byggdes 1810 för förvaring av spannmål. Den inreddes efter 1961 till museum av den pensionerade verkställande direktören vid Wirsbo bruk, Herman Lagercrantz. På bottenvåningen finns föremål som tillhört Herman Lagerkrantz. På ovanvåningen finns Wirsbos arkiv med domstolsutdrag, protokoll från kyrkoförhör, inventarie- och lösöreförteckningar från 1628 till 1890. Där finns även kompletta räkenskapsböcker från 1711. Företaget ägde en speceriaffär och deras efterlämnade dokument finns där plus gamla pressklipp. Där finns även ritningar av hus, kartor av de gamla ägorna. 

## Kommunikationer
Riksväg 66 går på västra sidan om Kolbäcksån, norrut till Fagersta, söderut till Västerås. Länsväg 668 går på östra sidan om Kolbäcksån, norrut till Ängelsberg, söderut till Ramnäs. Det finns järnvägsförbindelse från stationen i Gammelby norrut till Fagersta och söderut till Västerås. Med tåg når man Västerås på 35 minuter och efter ytterligare en timme kommer man till Stockholm.
VL har busstrafik mot Fagersta och Surahammar.

## Natur och fritid
Virsbo har nära till naturen. Uppströms ligger sjön Åmänningen. Virsbos båthamn ligger strax norr om tätorten. Med båt når man slussen i Västanfors norrut. Nedströms ligger Virsbosjön, där man med båt når slussen i Seglingsberg. Fiske är en populär fritidsaktivitet.  
Med slussningar i Strömsholms kanal kan man komma till Smedjebacken norrut och Borgåsund med Mälaren söderut.
Från Skräddartorpet, strax norr om Gammelby finns motionsslingor och vandringsvägar in i skogen. Där kommer man också in i naturreservatet Hälleskogsbrännan och dess besökscentrum.

## Sport
Wirsbo ridcenter ligger på Wirsbo Herrgårds område. De äldsta delarna av stallet är från 1700-talet. Stallet har plats för totalt ca 30 hästar. Det nya ridhuset byggdes 2007. Här anordnas privatlektioner i ridning, dagkurser, hålls ridskola och anordnas ridläger. Wirsbo ridcenter ägs av Wirsbo herrgård. Ridhuset har läktare och kafeteria.
Sportklubben Trim bildades 1958 (som Skidklubben Trim). Verksamheten omfattar orientering, terränglöpning och skidåkning. Klubbstugan är Skräddartorpet där även VirsboRUN (virsborun.se) anordnas. 

## Bildgalleri

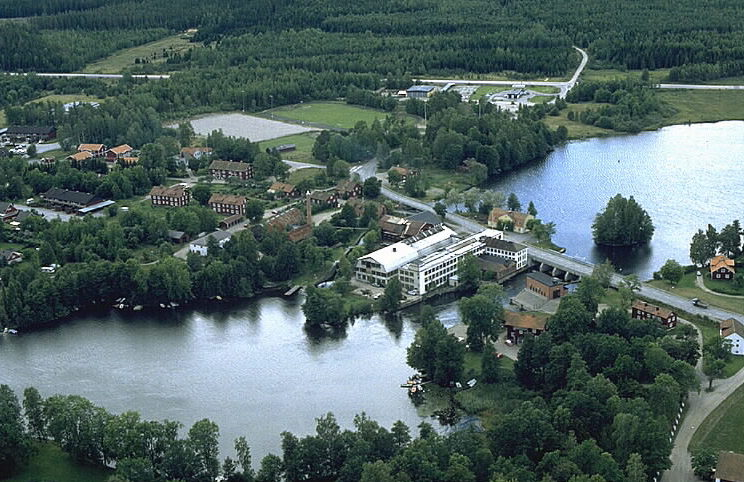
Flygbild, Bruksholmen i mitten med konsthallen, Riksväg 66 längst bort
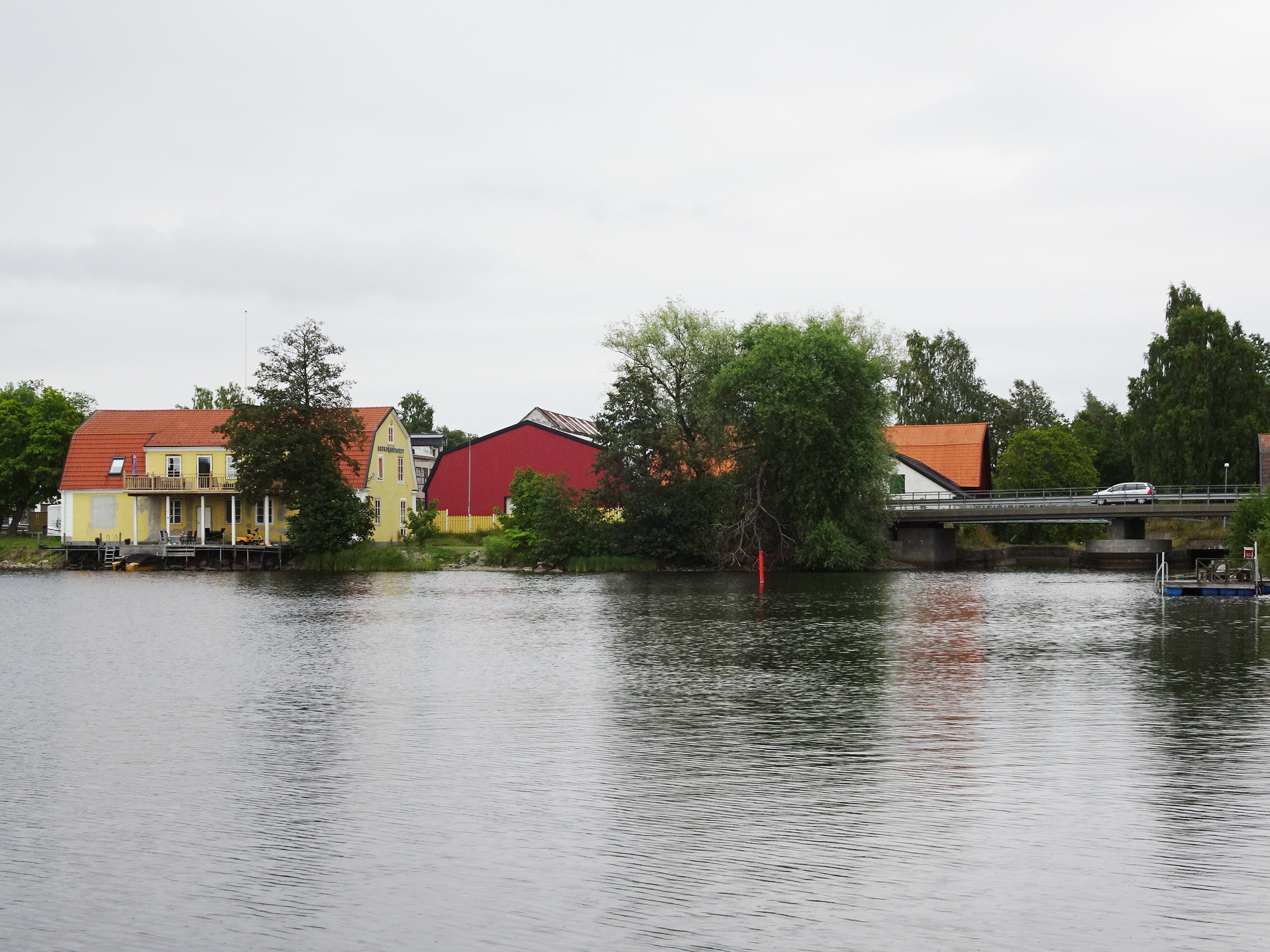
Bruksholmen med gamla brukskontoret
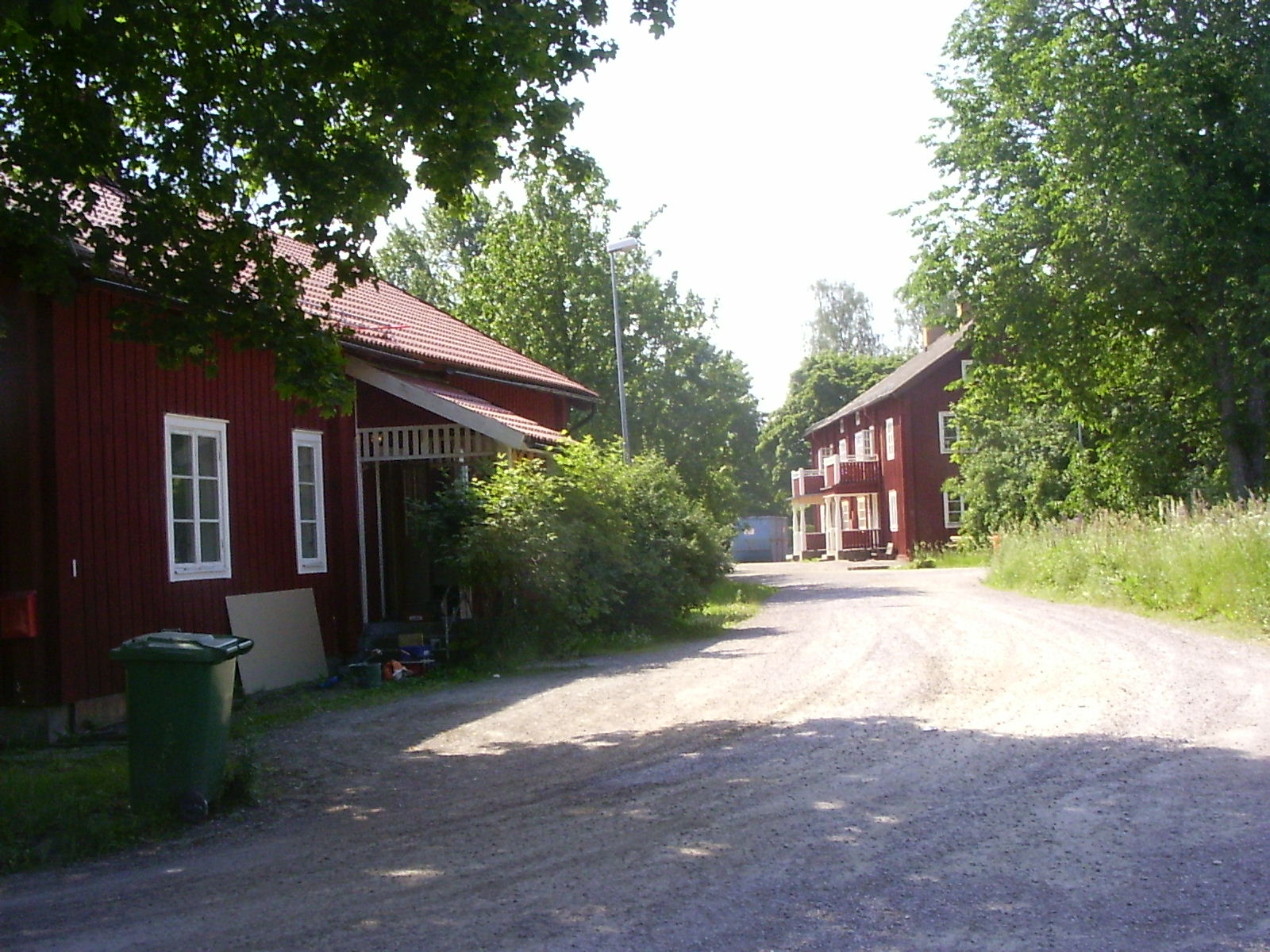
De gamla bruksbostäderna
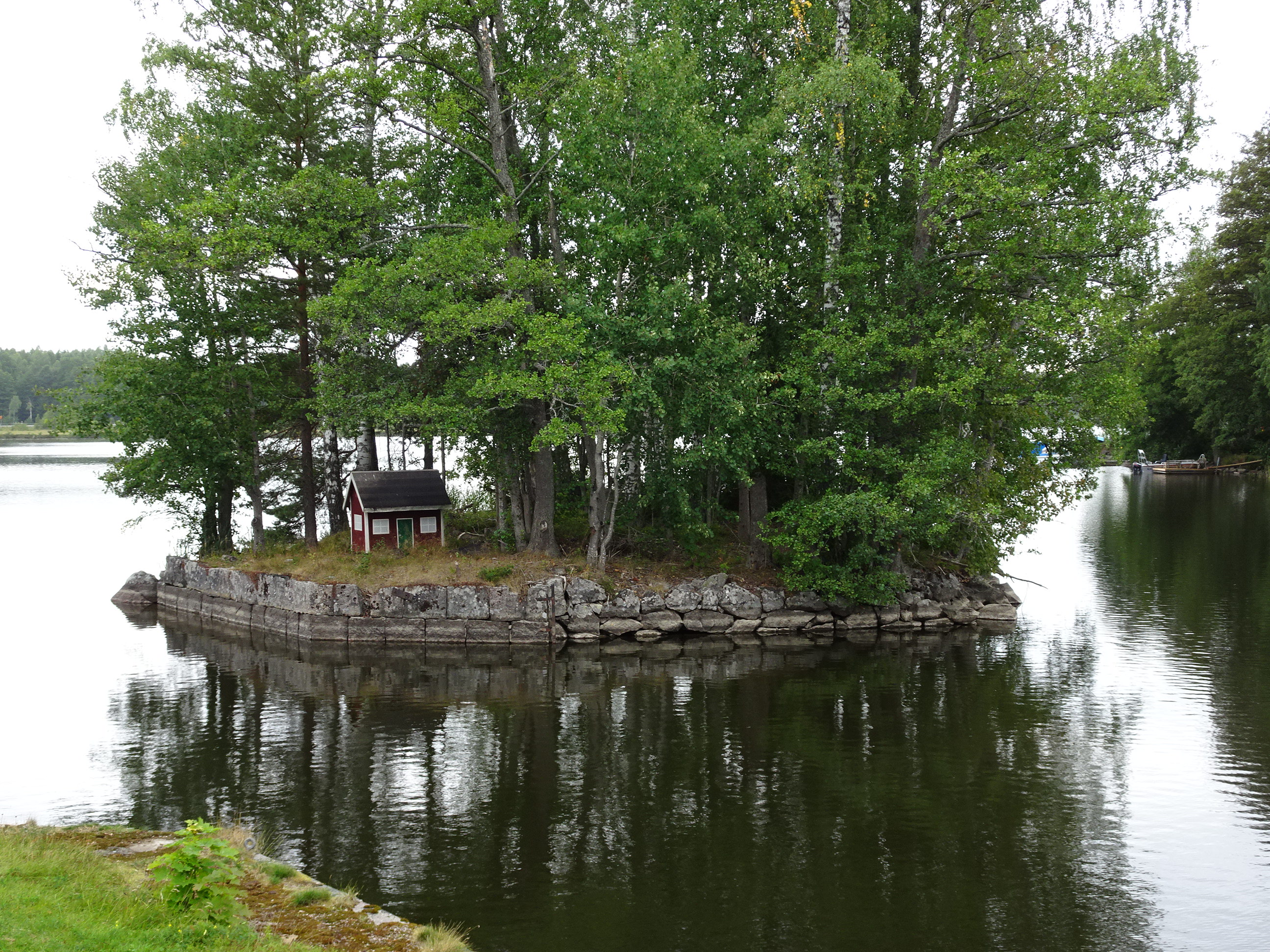
Åmänningen från bron till Virsbo.
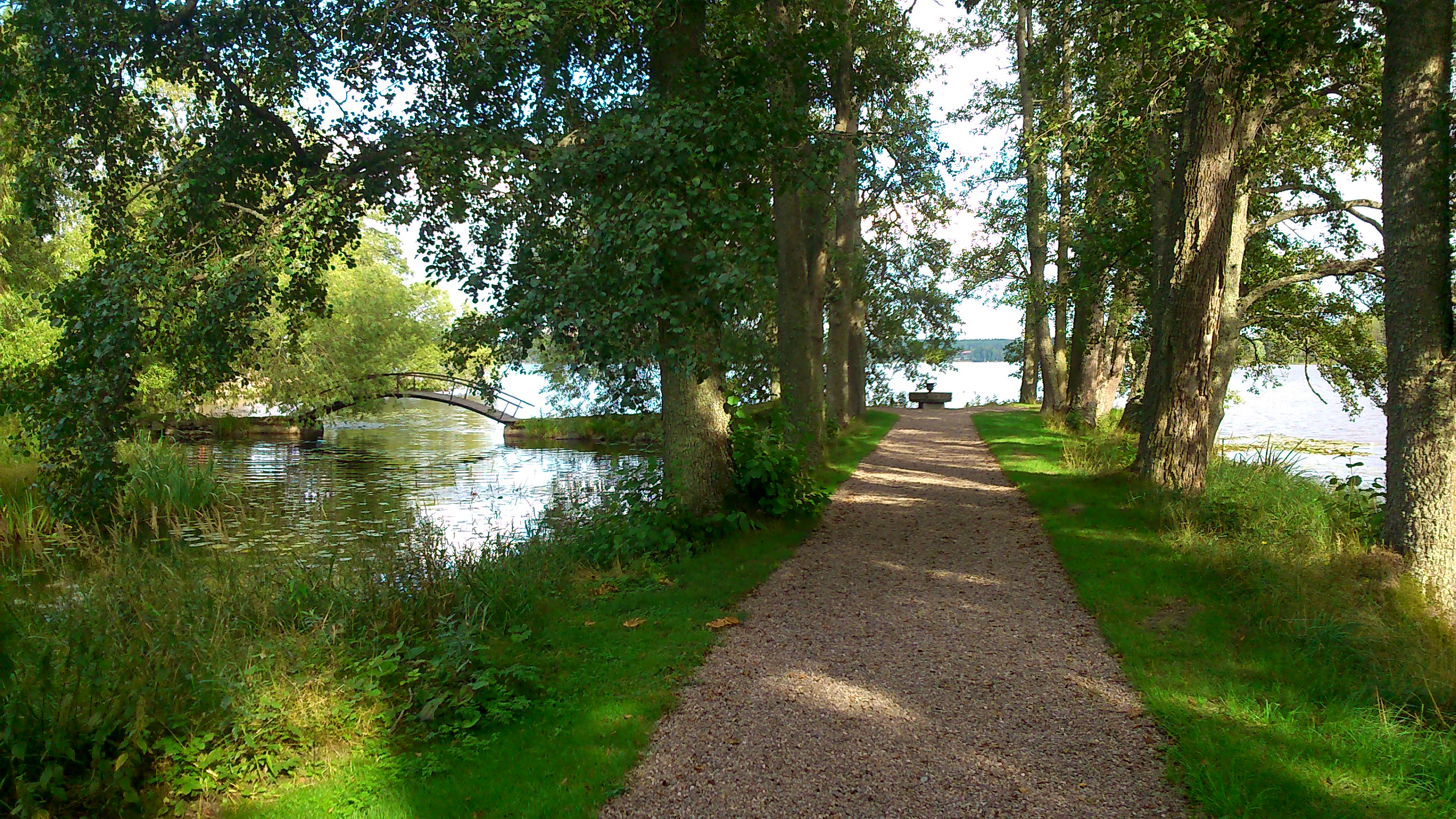
Herrgårdsparken och Virsbosjön